# Neoeptesicus innoxius
Neoeptesicus innoxius är en fladdermusart som först beskrevs av Paul Gervais 1841.  Neoeptesicus innoxius ingår i släktet Neoeptesicus och familjen läderlappar. IUCN kategoriserar arten globalt som nära hotad. Inga underarter finns listade i Catalogue of Life.
Denna fladdermus förekommer i västra Ecuador och nordvästra Peru. Habitatet utgörs av olika slags skogar. Arten äter insekter.
Arten når en absolut längd av 90 till 91 mm, inklusive en 36 till 38 mm lång svans. Den har cirka 39 mm långa underarmar, 8 till 9 mm långa bakfötter och 10 till 13 mm stora öron. Den brunaktiga pälsen har en grå skugga på ovansidan och vid buken förekommer en mer eller mindre tydlig svart strimma. Neoeptesicus innoxius har en mörk flygmembran.